# Altonaer Museum
Das Altonaer Museum ist ein historisches Museum in Hamburg. Es ging aus dem städtischen Museum der bis 1938 selbständigen Stadt Altona hervor.

## Geschichte
Der Altonaer Pastor Georg Schaar gründete im Februar 1863 mit anderen Bürgern – unter ihnen der Naturforscher Carl Christian Gottsche und der Reeder Ernst Dreyer – eine private Gesellschaft für den Aufbau eines Museums, das dann auf dem Grundstück Palmaille 112 entstand. Es besaß anfangs hauptsächlich botanische Sammlungen. 1888 wurde es wegen Versagens des öffentlichen Interesses kurzzeitig geschlossen und später von der Stadt übernommen. Altona, das sich zu einer industriellen Großstadt mit über 140.000 Einwohnern (1890) entwickelt hatte, wollte sich in repräsentativen Einrichtungen darstellen, wozu in damaliger Zeit auch ein Museum zählte.

Otto Lehmann

Am Kaiserplatz (heute: Platz der Republik / Museumstraße), zwischen neuem Rathaus und neuem Hauptbahnhof gelegen, entstand ein repräsentativer Neubau nach Entwütfen der bekannten Berliner Architekten Heinrich Reinhardt und Georg Süßenguth, der am 16. September 1901 eingeweiht wurde. Für seinen Ausbau entwickelte der Altonaer Lehrer Otto Lehmann ein Konzept, das die schleswig-holsteinische Landes- und Volkskunde in den Mittelpunkt der „Volksbildungsstätte Museum“ stellte und sich somit von den Museen in der Nachbarstadt Hamburg abgrenzte, die eher einen großräumigen Anspruch („Das Tor zur Welt“) vertraten. Am 1. April 1899 wurde Lehmann zum ersten hauptamtlichen Direktor der nun Altonaer Museum genannten Einrichtung berufen und behielt diese Funktion bis zum 31. Oktober 1931. 1906 wurde ihm der Professorentitel verliehen. 1909 war er Gründungsmitglied des Altonaer Künstlervereins.
Das Museum sollte den Besuchern durch naturkundliche und kulturgeschichtliche Exponate, die auch aus Nachbauten und Inszenierungen („Lebensbilder“) bestehen konnten, die Entwicklung Schleswig-Holsteins in ihrer Bedingtheit durch Natur und Gesellschaft nahebringen; Anschaulichkeit war für dieses Konzept wichtiger als etwa die Vollständigkeit naturwissenschaftlicher Sammlungen. Für die Zeit noch ungewöhnlich war auch, dass das Altonaer Museum Ausstellungsflächen für junge zeitgenössische Künstler bereitstellte, Museumsführer zu einzelnen Themen veröffentlichte und ein Museumscafé („Erfrischungsraum“) für Besucher betrieb.
Da das Konzept auf erheblichen Besucherzuspruch stieß, wurde das Museum anlässlich des 250-jährigen Stadtjubiläums im August 1914 auf die doppelte Fläche erweitert.
1937 wurden in der zentralen Nazi-Aktion „Entartete Kunst“ aus der Sammlung des Stadtmuseums vierzehn Bilder von Otto Beyer, Carl Blohm, Werner Gilles, Elfriede Lohse-Wächtler, Emil Nolde und Otto Tetjus Tügel beschlagnahmt, acht davon zerstört.
1998/1999 wurde das Museum aus staatlicher Trägerschaft in die Stiftung öffentlichen Rechts Altonaer Museum in Hamburg – Norddeutsches Landesmuseum überführt und schließlich zum 1. Januar 2008 ein Teilbetrieb der Stiftung Historische Museen Hamburg.

### Leitung
Lehmanns Nachfolger wurde 1932 Hubert Stierling, der die Leitung bis 1949 innehatte. Ihm folgte Günther Grundmann von 1950 bis 1959 und anschließend Gerhard Wietek und Gerhard Kaufmann. Im Jahr 2013 folgte Hans-Jörg Czech nach Torkild Hinrichsen beziehungsweise Bärbel Hedinger. Am 1. Januar 2017 übernahm Anja Dauschek die Leitung.

## Abteilungen und jüngere Entwicklung
Das Altonaer Museum besaß

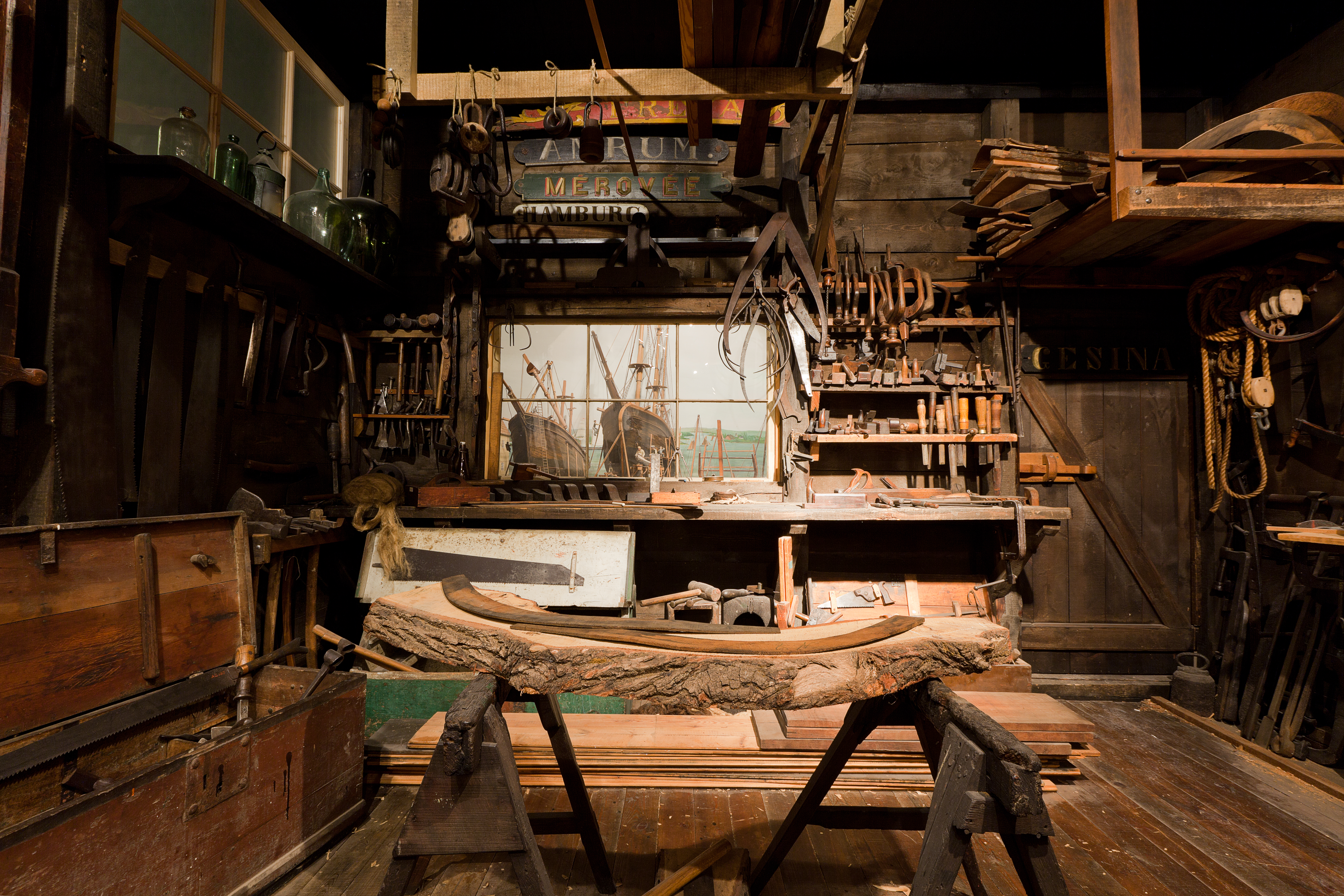
Historische Schiffszimmerei

- botanische und zoologische Sammlungen
- eine geologische Abteilung (für die Magnus Weidemann 1925 fünf Wandgemälde schuf)
- Sammlungen schleswig-holstein- bzw. altonatypischer Bauten und Gebrauchsgegenstände, insbesondere zu:
  - Schiffbau und Schiffstypen
  - Fischerei
  - Bauernhaustypen und Bauernstuben
  - Trachten

Mitte der 1970er Jahre beschloss der Senat der Freien und Hansestadt Hamburg, dass das Museum seine naturkundlichen Bestände (namentlich die Sammlungen von Konchylien und fossilen Mollusken sowie das Herbarium) an die Hamburger Universität, die vor- und frühgeschichtlichen Bestände an das Harburger Helms-Museum abgeben müsse, und entzog dem Altonaer Museum so eines seiner konzeptionellen Standbeine. Ein Brand beschädigte 1980 den Bau und die Bestände erheblich. Es kam daraufhin zur teilweisen Neuausrichtung des Museums und zu einer Vergrößerung der Ausstellungsflächen auf rund 8.500 m², wofür die benachbarte, von Gustav Oelsner 1928 errichtete ehemalige Uhrmacher-Fachschule in Anspruch genommen wurde.
Zum 1. Januar 1999 wurde das Museum aufgrund des Gesetzes über die Errichtung von Museumsstiftungen der Freien und Hansestadt Hamburg (Hamburgisches Museumsstiftungsgesetz – HmbMuStG) vom 22. Dezember 1998 mit den Außenstellen
- Jenisch-Haus,
- Rieck-Haus (bis 31. Dezember 2012) und
- Lühe-Ewer Elfriede im Museumshafen Övelgönne

in die Trägerschaft der Stiftung öffentlichen Rechts Altonaer Museum in Hamburg – Norddeutsches Landesmuseum überführt und schließlich zum 1. Januar 2008 ein Teilbetrieb der Stiftung Historische Museen Hamburg. Im November 2009 wurde das für drei Millionen Euro neu gestaltete Foyer des Altonaer Museums eröffnet.
Seit 2001 hat das Altonaer Museum eine vierte Außenstelle, das Heine-Haus im Heine-Park an der Elbchaussee. Das 1835 erbaute Gartenhaus von Salomon Heine dient Sonderausstellungen und anderen Veranstaltungen. Im Haupthaus befindet sich als eigenständige Institution das Kinderbuchhaus im Altonaer Museum.
Nach dem Rücktritt des Ersten Bürgermeisters Ole von Beust zum 25. August 2010 beschloss der neue Senat Ahlhaus die Schließung des Museums zum 31. Dezember 2010, um dadurch 3,5 Millionen Euro pro Jahr einzusparen. Dazu kam es nach öffentlichen Protesten jedoch nicht. Auf einem sogenannten „Kulturgipfel“ am 27. Oktober 2010 wurde vielmehr beschlossen, für die gesamte Stiftung Historische Museen Hamburg unter dem neu berufenen Vorstand Kirsten Baumann eine neue Konzeption zu erarbeiten, die Baumann knapp ein Jahr später vorlegte. Der ab März 2011 amtierende SPD-Senat Scholz I entschied sich für ein anderes Konzept, das ebenfalls auf eine Schließung des Altonaer Museums verzichtete. Im Jahr 2013 wurden die Brandschutzanlagen erneuert.
2018 wurden 19,5 Millionen Euro für die Neugestaltung des Museums vom Haushaltsausschuss des Bundes bewilligt.